# Montigny-lès-Vaucouleurs
Montigny-lès-Vaucouleurs  là một xã thuộc tỉnh Meuse trong vùng Grand Est đông nam nước Pháp. Xã này nằm ở khu vực có độ cao từ 280-381 mét trên mực nước biển.